# Хаїрова Ксенія Леонідівна
Ксенія Леонідівна Хаїрова (до шлюбу Тализіна; нар.. 29 березня 1969 року, Москва, СРСР) — радянська і російська акторка театру і кіно.
Фігурантка бази даних центру «Миротворець» (порушення державного кордону України, участь у гастролях Центрального академічного театру російської армії 21-30.06.2015 в анексованому РФ Криму (Ялта, Євпаторія, Севатополь).

## Життєпис
Народилася 29 березня 1969 року в Москві в сім'ї відомої акторки Валентини Тализіної і художника Леоніда Непомнящего. Шлюб її батьків був недовговічним, спільне життя не склалося, і незабаром після народження дочки вони розлучилися. Непам'ятний поїхав до Мексики, де одружився і став відомим художником. У дитинстві та юності Ксенія носила прізвище матері. Вона навчалася у школі з поглибленим вивченням іноземних мов, тому володіє трьома іноземними мовами.
У дошкільному віці знімалася в епізодичній ролі у фільмі «Афоня» (у титрах не вказано).
У 1990 році закінчила ГІТІС. Цього ж року дебютувала у кіно, зігравши невелику роль у фільмі « Микола Вавілов».
З 1993 року працює акторкою Центрального академічного театру Російської армії.

### Особисте життя
Перебуває у четвертому шлюбі, чоловік — Юрій, донька від попереднього шлюбу — Анастасія Тализіна (нар. 1999).

## Нагороди
- медаль «За зміцнення бойової співдружності» (2014)

## Ролі у театрі
- «Солдат і Єва» — Єва
- «Орестея» — Електра
- «Шлюк і Яу» — Принцеса Зідзеліль
- «На жвавому місці» — Ганнуся
- «Кохання дона Перлімпліна» — Беліса
- «Дивовижний чарівник Країни Оз» — Дороті
- «Багато шуму з нічого» — Маргарита
- «Пізнє кохання» — Лебедкіна
- «Дивна місіс Севідж» — Лілі-Белл
- «Однокласники» — Анна Фалікова (Корольова)
- «Вічно живі» — Монастирська
- " Вовки та вівці " — Глафіра
- «Викрадення» — Надя
- «Русланова» — Лідія Русланова

## Вибрана фільмографія
- 1975 — Афоня — уявна донька великого героя (в його мріях про життя з коханою жінкою)
- 1990 — Микола Вавилов
- 1992 — Наш американський Боря — Аня
- 1997 — На зорі туманної юності — Ганна
- 2005 — Щастя ти моє — імператриця Олександра Федорівна
- 2006 — Аеропорт 2 — Світлана
- 2006 — Сищики 5 — Тетяна Тоцильцина
- 2007 — Гонка за щастям — Лариса Дронова
- 2007 — Дочки-матері — Наталія
- 2008 — Життя, якого не було — дружина іноземця
- 2008 — Година Волкова-2 — Людмила Тихомирова
- 2009 — Місто спокус — Ольга Діамант
- 2010 — Голосу — Марина Рябова
- 2010 — Будинок зразкового змісту — Іда Меклер
- 2010 — Кохання та золото
- 2010—2011, 2013 — Інститут шляхетних дівчат — начальниця інституту Лідія Іванівна Соколова
- 2012 — Врятувати боса — Маргарита Морозова
- 2012 — До смерті гарна
- 2012 — Країна 03 — Ольга
- 2013 — СашаТаня — Ізольда Венедиктівна, психологиня (13-та серія)
- 2014 — Умільці (телесеріал) — Вікторія Устьянцева, суддя
- 2014 — Хороші руки — Наталія Денисова
- 2014 — Інший майор Соколов (4-а серія) — Ірина Локтєва, підприємиця
- 2014 — Московський хорт — Тетяна Кирилівна Макишева, психологиня, кандидат наук
- 2015 — Постріл
- 2019 — Гадалка — Галина Сергіївна Скобейда, лікарка
- 2020 — Капкан для монстра — Валентина Уварова